# Enrique de Flandes
Enrique I, o también Enrique de Henao, o también Enrique de Flandes (en francés: Henri de Flandre, griego: Ερρίκος της Φλάνδρας; Valenciennes, Francia, 1176 - Tesalónica, Grecia, 11 de junio de 1216), fue el segundo y más capaz de los emperadores latinos de Constantinopla, que reinó desde 1206 hasta 1216 y consolidó el poder del nuevo imperio.

## Familia
Fue hijo de Balduino V, y de Margarita I de Flandes. conde de Henao, y hermano menor de Balduino I, el primer emperador latino
Se casó en 1204 con Inés de Montferrato, hija de Bonifacio de Montferrato., con la que tuvo un solo hijo, ya que Inés murió en el parto.
Algunos historiadores contemporáneos dicen que hizo la paz con los búlgaros, después de la muerte de Kaloján, concertando un matrimonio en 1213 con María, la hija de Kaloján, e hijastra de Boril de Bulgaria.

## Líder Cruzado
Habiéndose unido a la Cuarta Cruzada alrededor de 1201, se distinguió en el sitio de Constantinopla y de otros lugares. Durante el sitio de julio de 1203, Enrique fue uno de los ocho generales de división; los otros incluían a Bonifacio de Montferrato (líder de los cruzados), el dux Enrico Dandolo ( líder de los venecianos), Luis de Blois (uno de los primeros nobles en tomar la cruz), y el hermano de Enrique, Balduino de Flandes, quien controlaba la división más grande.
Durante el sitio de 1204, Enrique dirigido una expedición a caballo para obtener suministros y atacó un castillo en Şile, cerca del Mar Negro que, según Robert de Clari, tenía unos 30 caballeros y un número indeterminado de sargentos montados. Una emboscada fue colocada para él por el emperador Alejo V Ducas, pero Enrique y sus fuerzas derrotaron seriamente a los griegos, capturando un reverenciado icono, que supuestamente contenía las reliquias de Cristo, y regresaron al campamento cruzado. Con la coronación de su hermano como el primer emperador latino de Constantinopla, Enrique se transformaría en un importantísimo noble de este nuevo imperio.
Cuando en 1205 el emperador es hecho prisionero por los búlgaros, Enrique es nombrado regente, y cuando se reciben las noticias de la muerte del emperador, él le sucede y es coronado el 20 de agosto de 1206

## Imperio Latino
Enrique inició la conquista de Asia Menor en 1204 y estuvo a punto de derrotar al líder bizantino Teodoro I Láscaris cuando una invasión búlgara en Tracia requirió su regreso a Europa. Después de la muerte de Balduino a manos de Kaloján, en 1205, ocupó el cargo de regente y fue hecho emperador del Imperio latino en agosto de 1206. Enrique derrotó a los búlgaros en Europa y entre 1209 y 1211, tenía a las fuerzas de Teodoro Láscaris acorraladas. En 1214 obligó a Teodoro, que se había coronado emperador de Nicea, a firmar el Tratado de Ninfeo definiendo las fronteras de los dos reinos, y cediendo las porciones del noroeste de Asia Menor a Enrique. También hizo una alianza matrimonial con el zar búlgaro Boril. De este modo, a través de la diplomacia fue capaz de garantizar la seguridad del Imperio latino. Un gobernante iluminado, se esforzó por reconciliar a sus súbditos griegos a lo que consideraba como la desgracia de gobierno latino. Su negativa a ceder tierras griegas para el papado provocó una disputa con el papa Inocencio III. Enrique murió, posiblemente envenenado, en el décimo año de su reinado y fue sucedido por su cuñado Pedro de Courtenay. 
Enrique de Flandes fue un sabio gobernante, cuyo reinado se centró en gran medida en el éxito de las luchas con Kaloján, el zar de Bulgaria, y con su rival, Teodoro I Láscaris, emperador de Nicea. Más tarde luchó contra Boril de Bulgaria (1207-1218) y logró derrotarlo en la Batalla de Filipópolis (1208). Según los cronistas de la época, el emperador parece haber sido valiente pero no cruel, y tolerante mas no débil, de los que poseían "el valor superior de oposición, en una era supersticiosa, al orgullo y la avaricia del clero." El emperador murió, posiblemente envenenado por su esposa María de Bulgaria (hija de Kaloján), el 11 de junio de 1216.
A su muerte sin herederos su cuñado Pedro II de Courtenay, el esposo de su hermana Yolanda de Flandes, fue elegido nuevo emperador.